# È finita
È finita è il terzo e ultimo album di studio del gruppo folk rock romano Rein, che venne pubblicato il 15 ottobre 2010 con licenza Creative Commons.
L'album è stato pubblicato inizialmente su Jamendo per poi essere distribuito su CD per dimostrare l'inadeguatezza delle consuete pratiche di produzione e promozione proprie di un sistema discografico agonizzante.

## Il disco
È finita è un disco composto da 10 canzoni, con le quali i Rein hanno criticato, in maniera dura e poetica, la società del consumo: da una parte si vuole far risaltare il crollo di tale sistema, dall'altro si vuole dare speranza ad una svolta seguendo l'ambientalismo, l'empatia e la decrescita. Difatti, i Rein hanno scelto di portare avanti tale lavoro compensando le emissioni inquinanti di anidride carbonica causate dalla produzione del lavoro con la creazione e la tutela di foreste in Madagascar, secondo il programma "Impatto zero" di Radio Lifegate.
Il disco è dedicato all'economista e filosofo francese Serge Latouche, teorico della decrescita.

## Tracce
1. È finita (musica: Gianluca Bernardo)
2. La notte e la benzina (musica: Bernardo)
3. Sul tetto (musica: Bernardo)
4. Megalopolis (musica: Bernardo)
5. Ave Maria (musica: Bernardo/Mancini)
6. Oltre le Linee Nemiche (musica: Bernardo)
7. L'era dei Pesci (musica: Bernardo/Matteo Gabbianelli)
8. Strade deserte (musica: Bernardo)
9. Hiroshima Take Away (musica: Bernardo/Gabbianelli)
10. L'erba ai lati della strada (musica: Bernardo/Adriano Bono)

## Formazione
- Gianluca Bernardo - voce, chitarra acustica, piano hammond, piano rhodes, armonica a bocca, cori
- Pierluigi Toni - basso elettrico
- Luca De Giuliani - chitarra elettrica
- Claudio Mancini - chitarra elettrica, chitarra acustica, piano hammond, piano rhodes

### Altri artisti[1]
- Matteo Gabbianelli - batteria, cori
- Gabriele Petrella - percussioni, cori
- Claudio Montalto - tromba
- Adriano Bono - voce, ukulele, cori
- Roberto Palermo - fisarmonica
- Ludovico Takeshi - violoncello
- Giulia Digianpasquale - cori
- Massimo Muto - mandolino
- Perez - cori